# Trenel
Trenel è una città dell'Argentina, capoluogo dell'omonimo dipartimento nella provincia di La Pampa.